# The Trap (film 1914 Giblyn)
The Trap è un cortometraggio diretto da Charles Giblyn, tratto da una storia di Jack Cunningham.

## Produzione
Prodotto dalla Kay-Bee Pictures.

## Distribuzione
Il film - un cortometraggio in due bobine - venne distribuito nelle sale statunitensi dalla Mutual Film il 20 marzo 1914.